# Neopomacentrus taeniurus
Neopomacentrus taeniurus es una especie de peces de la familia Pomacentridae en el orden de los Perciformes.

## Morfología
Los machos pueden llegar alcanzar los 10 cm de longitud total.

## Hábitat
Es un pez de mar.

## Distribución geográfica
Se encuentra desde el África Oriental hasta Indonesia, las Islas Salomón, las Filipinas, norte de Australia, Vanuatu y Taiwán.